# پکوانک، نیوجرسی
پکوانک (به انگلیسی: Pequannock Township) شهری در ایالت نیوجرسی کشور ایالات متحده آمریکا است که جمعیت آن در سرشماری سال ۲۰۱۰ میلادی، ۱۵٬۵۴۰ نفر بوده‌است.